# Petrichus zonatus
Petrichus zonatus là một loài nhện trong họ Philodromidae.
Loài này thuộc chi Petrichus. Petrichus zonatus được Albert Tullgren miêu tả năm 1901.